# Her Husband's Wife (film 1918)
Her Husband's Wife è un cortometraggio muto del 1918 diretto da David Kirkland.

## Produzione
Il film fu prodotto dalla Fox Film Corporation (come Sunshine Comedies).

## Distribuzione
Il film - un cortometraggio in due bobine - fu distribuito dalla Fox Film Corporation.